# خور (ساوجبلاغ)
خور هي قرية في مقاطعة ساوجبلاغ، إيران. عدد سكان هذه القرية هو 4,413 في سنة 2006.